# Droits de l'homme à Madagascar
Les droits de l'homme à Madagascar sont protégés par la constitution nationale. Cependant, la mesure dans laquelle ces droits sont reflétés dans la pratique est sujette à débat. Le rapport 2009 sur les droits de l'homme du département d'État des États-Unis fait état de préoccupations concernant la suspension des processus électoraux démocratiques à la suite des troubles politiques récents. En outre, des informations faisant état de corruption, d'arrestations arbitraires et de travail des enfants mettent en évidence la prévalence des problèmes de droits de l'homme dans le pays ,.

## Constitution et réponses statutaires
La Constitution de Madagascar a été adoptée en 2010. Elle aborde la notion de suffrage universel, les droits individuels et la liberté d'expression .
Des lois concernant un âge minimum d'admission à l'emploi ainsi que l'interdiction du travail des enfants ont été adoptées.

## Traités internationaux
Les positions de Madagascar sur les traités internationaux relatifs aux droits de l'homme sont les suivantes :
| \| Traité \| Organisation \| Introduit \| Signé \| Ratifié \| \| Convention pour la prévention et la répression du crime de génocide[5] \| Nations unies \| 1948 \| - \| - \| \| Convention internationale sur l'élimination de toutes les formes de discrimination raciale[6] \| Nations unies \| 1966 \| 1967 \| 1969 \| \| Pacte international relatif aux droits économiques, sociaux et culturels[7] \| Nations unies \| 1966 \| 1970 \| 1971 \| \| Pacte international relatif aux droits civils et politiques[8] \| Nations unies \| 1966 \| 1969 \| 1971 \| \| Premier protocole facultatif au Pacte international relatif aux droits civils et politiques[9] \| Nations unies \| 1966 \| 1969 \| 1971 \| \| Convention sur l'imprescriptibilité des crimes de guerre et des crimes contre l'humanité[10] \| Nations unies \| 1968 \| - \| - \| \| Convention sur l'apartheid[11] \| Nations unies \| 1973 \| - \| 1977 \| \| Convention sur l'élimination de toutes les formes de discrimination à l'égard des femmes[12] \| Nations unies \| 1979 \| 1980 \| 1989 \| \| Convention contre la torture et autres peines ou traitements cruels, inhumains ou dégradants[13] \| Nations unies \| 1984 \| 2001 \| 2005 \| \| Convention relative aux droits de l'enfant[14] \| Nations unies \| 1989 \| 1990 \| 1991 \| \| Deuxième protocole facultatif se rapportant au Pacte international relatif aux droits civils et politiques, visant à abolir la peine de mort[15] \| Nations unies \| 1989 \| - \| - \| \| Convention internationale sur la protection des droits de tous les travailleurs migrants et des membres de leur famille[16] \| Nations unies \| 1990 \| - \| - \| \| Protocole facultatif à la Convention sur l'élimination de toutes les formes de discrimination à l'égard des femmes[17] \| Nations unies \| 1999 \| 2000 \| - \| \| Protocole facultatif à la Convention relative aux droits de l'enfant concernant l'implication d'enfants dans les conflits armés[18] \| Nations unies \| 2000 \| 2000 \| 2004 \| \| Protocole facultatif sur la vente d'enfants, la prostitution des enfants et la pornographie mettant en scène des enfants[19] \| Nations unies \| 2000 \| 2000 \| 2004 \| \| Convention relative aux droits des personnes handicapées[20] \| Nations unies \| 2006 \| 2007 \| - \| \| Protocole facultatif à la Convention relative aux droits des personnes handicapées[21] \| Nations unies \| 2006 \| 2007 \| - \| \| Convention internationale pour la protection de toutes les personnes contre les disparitions forcées[22] \| Nations unies \| 2006 \| 2007 \| - \| \| Protocole facultatif au Pacte international relatif aux droits économiques, sociaux et culturels[23] \| United Nations \| 2008 \| 2009 \| - \| \| Protocole facultatif à la Convention relative aux droits de l'enfant sur une procédure de communication[24] \| Nations unies \| 2011 \| - \| - \| |                |           |       |         |
| Traité | Organisation   | Introduit | Signé | Ratifié |
| Convention pour la prévention et la répression du crime de génocide | Nations unies  | 1948      | -     | -       |
| Convention internationale sur l'élimination de toutes les formes de discrimination raciale | Nations unies  | 1966      | 1967  | 1969    |
| Pacte international relatif aux droits économiques, sociaux et culturels | Nations unies  | 1966      | 1970  | 1971    |
| Pacte international relatif aux droits civils et politiques | Nations unies  | 1966      | 1969  | 1971    |
| Premier protocole facultatif au Pacte international relatif aux droits civils et politiques | Nations unies  | 1966      | 1969  | 1971    |
| Convention sur l'imprescriptibilité des crimes de guerre et des crimes contre l'humanité | Nations unies  | 1968      | -     | -       |
| Convention sur l'apartheid | Nations unies  | 1973      | -     | 1977    |
| Convention sur l'élimination de toutes les formes de discrimination à l'égard des femmes | Nations unies  | 1979      | 1980  | 1989    |
| Convention contre la torture et autres peines ou traitements cruels, inhumains ou dégradants | Nations unies  | 1984      | 2001  | 2005    |
| Convention relative aux droits de l'enfant | Nations unies  | 1989      | 1990  | 1991    |
| Deuxième protocole facultatif se rapportant au Pacte international relatif aux droits civils et politiques, visant à abolir la peine de mort | Nations unies  | 1989      | -     | -       |
| Convention internationale sur la protection des droits de tous les travailleurs migrants et des membres de leur famille | Nations unies  | 1990      | -     | -       |
| Protocole facultatif à la Convention sur l'élimination de toutes les formes de discrimination à l'égard des femmes | Nations unies  | 1999      | 2000  | -       |
| Protocole facultatif à la Convention relative aux droits de l'enfant concernant l'implication d'enfants dans les conflits armés | Nations unies  | 2000      | 2000  | 2004    |
| Protocole facultatif sur la vente d'enfants, la prostitution des enfants et la pornographie mettant en scène des enfants | Nations unies  | 2000      | 2000  | 2004    |
| Convention relative aux droits des personnes handicapées | Nations unies  | 2006      | 2007  | -       |
| Protocole facultatif à la Convention relative aux droits des personnes handicapées | Nations unies  | 2006      | 2007  | -       |
| Convention internationale pour la protection de toutes les personnes contre les disparitions forcées | Nations unies  | 2006      | 2007  | -       |
| Protocole facultatif au Pacte international relatif aux droits économiques, sociaux et culturels | United Nations | 2008      | 2009  | -       |
| Protocole facultatif à la Convention relative aux droits de l'enfant sur une procédure de communication | Nations unies  | 2011      | -     | -       |

## Problèmes

### Censure
Les accusations de censure des médias ont augmenté en raison des prétendues restrictions à la couverture de l'opposition gouvernementale. Pendant le conflit de leadership, Ravalomanana a ordonné la fermeture de "Viva TV", qui appartenait à son adversaire, Rajoelina.

### Égalité
Le droit de vote des femmes a été officiellement reconnu en 1959. Cependant, la violence à l'égard des femmes et la traite des êtres humains continuent d'être un problème de société.

### Système légal
L'existence de principes juridiques clés tels que l'état de droit et la régularité de la procédure est remise en question en raison de l'augmentation des arrestations arbitraires et politiquement motivées pendant le conflit de leadership. En décembre 2014, la liste des biens produits par le travail des enfants ou le travail forcé indiquait que les enfants à Madagascar se livraient à trois activités, à savoir la production de vanille, l'extraction de pierre et l'extraction de saphir.

### Pauvreté
Les habitants de Madagascar sont affligés par des niveaux et des taux de pauvreté extrêmes. En 2005, la côte orientale du pays avait des taux de pauvreté étonnamment élevés d'environ 80% tandis que les zones urbaines sont à peine supérieures à 50%. Plus de 20 % de la population vivait avec moins de 11,25 $ par jour et plus de 80 % de la population avec moins de 15,00 $ par jour en 2010.
Le pays a connu des améliorations majeures des taux d'alphabétisation. Généralement, il existe une corrélation entre les taux d'alphabétisation et la pauvreté. Si les progrès dans l'augmentation du nombre de Malgaches alphabétisés se poursuivent, les taux de pauvreté devraient respectivement commencer à baisser.

## Situation historique
Le tableau suivant montre les notes de Madagascar depuis 1972 dans les rapports Freedom in the World, publiés chaque année par Freedom House. Une note de 1 correspond à « libre » ; une note de 7 à « non libre ».
| \| Année \| Droits civiques \| Libertés publiques \| Statut \| Chef d'état[30] \| \| 1972 \| 5 \| 3 \| Partiellement libre \| Philibert Tsiranana \| \| 1973 \| 5 \| 4 \| Partiellement libre \| Gabriel Ramanantsoa \| \| 1974 \| 5 \| 4 \| Partiellement libre \| Gabriel Ramanantsoa \| \| 1975 \| 5 \| 5 \| Partiellement libre \| Gabriel Ramanantsoa \| \| 1976 \| 6 \| 5 \| Non libre \| Didier Ratsiraka \| \| 1977 \| 5 \| 5 \| Partiellement libre \| Didier Ratsiraka \| \| 1978 \| 6 \| 6 \| Non libre \| Didier Ratsiraka \| \| 1979 \| 6 \| 6 \| Non libre \| Didier Ratsiraka \| \| 1980 \| 7 \| 6 \| Non libre \| Didier Ratsiraka \| \| 1981 \| 6 \| 6 \| Non libre \| Didier Ratsiraka \| \| 1982[31] \| 6 \| 6 \| Non libre \| Didier Ratsiraka \| \| 1983 \| 5 \| 6 \| Partiellement libre \| Didier Ratsiraka \| \| 1984 \| 5 \| 6 \| Partiellement libre \| Didier Ratsiraka \| \| 1985 \| 5 \| 6 \| Partiellement libre \| Didier Ratsiraka \| \| 1986 \| 5 \| 5 \| Partiellement libre \| Didier Ratsiraka \| \| 1987 \| 5 \| 5 \| Partiellement libre \| Didier Ratsiraka \| \| 1988 \| 5 \| 5 \| Partiellement libre \| Didier Ratsiraka \| \| 1989 \| 5 \| 4 \| Partiellement libre \| Didier Ratsiraka \| \| 1990 \| 4 \| 4 \| Partiellement libre \| Didier Ratsiraka \| \| 1991 \| 4 \| 4 \| Partiellement libre \| Didier Ratsiraka \| \| 1992 \| 4 \| 4 \| Partiellement libre \| Didier Ratsiraka \| \| 1993 \| 2 \| 4 \| Partiellement libre \| Didier Ratsiraka \| \| 1994 \| 2 \| 4 \| Partiellement libre \| Albert Zafy \| \| 1995 \| 2 \| 4 \| Partiellement libre \| Albert Zafy \| \| 1996 \| 2 \| 4 \| Partiellement libre \| Albert Zafy \| \| 1997 \| 2 \| 4 \| Partiellement libre \| Norbert Ratsirahonana \| \| 1998 \| 2 \| 4 \| Partiellement libre \| Didier Ratsiraka \| \| 1999 \| 2 \| 4 \| Partiellement libre \| Didier Ratsiraka \| \| 2000 \| 2 \| 4 \| Partiellement libre \| Didier Ratsiraka \| \| 2001 \| 2 \| 4 \| Partiellement libre \| Didier Ratsiraka \| \| 2002 \| 3 \| 4 \| Partiellement libre \| Didier Ratsiraka \| \| 2003 \| 3 \| 3 \| Partiellement libre \| Marc Ravalomanana \| \| 2004 \| 3 \| 3 \| Partiellement libre \| Marc Ravalomanana \| \| 2005 \| 3 \| 3 \| Partiellement libre \| Marc Ravalomanana \| \| 2006 \| 4 \| 3 \| Partiellement libre \| Marc Ravalomanana \| \| 2007 \| 4 \| 3 \| Partiellement libre \| Marc Ravalomanana \| \| 2008 \| 4 \| 3 \| Partiellement libre \| Marc Ravalomanana \| \| 2009 \| 6 \| 4 \| Partiellement libre \| Marc Ravalomanana \| \| 2010 \| 6 \| 4 \| Partiellement libre \| Andry Rajoelina \| \| 2011 \| 6 \| 4 \| Partiellement libre \| Andry Rajoelina \| |                 |                    |                     |                       |
| Année | Droits civiques | Libertés publiques | Statut              | Chef d'état           |
| 1972 | 5               | 3                  | Partiellement libre | Philibert Tsiranana   |
| 1973 | 5               | 4                  | Partiellement libre | Gabriel Ramanantsoa   |
| 1974 | 5               | 4                  | Partiellement libre | Gabriel Ramanantsoa   |
| 1975 | 5               | 5                  | Partiellement libre | Gabriel Ramanantsoa   |
| 1976 | 6               | 5                  | Non libre           | Didier Ratsiraka      |
| 1977 | 5               | 5                  | Partiellement libre | Didier Ratsiraka      |
| 1978 | 6               | 6                  | Non libre           | Didier Ratsiraka      |
| 1979 | 6               | 6                  | Non libre           | Didier Ratsiraka      |
| 1980 | 7               | 6                  | Non libre           | Didier Ratsiraka      |
| 1981 | 6               | 6                  | Non libre           | Didier Ratsiraka      |
| 1982 | 6               | 6                  | Non libre           | Didier Ratsiraka      |
| 1983 | 5               | 6                  | Partiellement libre | Didier Ratsiraka      |
| 1984 | 5               | 6                  | Partiellement libre | Didier Ratsiraka      |
| 1985 | 5               | 6                  | Partiellement libre | Didier Ratsiraka      |
| 1986 | 5               | 5                  | Partiellement libre | Didier Ratsiraka      |
| 1987 | 5               | 5                  | Partiellement libre | Didier Ratsiraka      |
| 1988 | 5               | 5                  | Partiellement libre | Didier Ratsiraka      |
| 1989 | 5               | 4                  | Partiellement libre | Didier Ratsiraka      |
| 1990 | 4               | 4                  | Partiellement libre | Didier Ratsiraka      |
| 1991 | 4               | 4                  | Partiellement libre | Didier Ratsiraka      |
| 1992 | 4               | 4                  | Partiellement libre | Didier Ratsiraka      |
| 1993 | 2               | 4                  | Partiellement libre | Didier Ratsiraka      |
| 1994 | 2               | 4                  | Partiellement libre | Albert Zafy           |
| 1995 | 2               | 4                  | Partiellement libre | Albert Zafy           |
| 1996 | 2               | 4                  | Partiellement libre | Albert Zafy           |
| 1997 | 2               | 4                  | Partiellement libre | Norbert Ratsirahonana |
| 1998 | 2               | 4                  | Partiellement libre | Didier Ratsiraka      |
| 1999 | 2               | 4                  | Partiellement libre | Didier Ratsiraka      |
| 2000 | 2               | 4                  | Partiellement libre | Didier Ratsiraka      |
| 2001 | 2               | 4                  | Partiellement libre | Didier Ratsiraka      |
| 2002 | 3               | 4                  | Partiellement libre | Didier Ratsiraka      |
| 2003 | 3               | 3                  | Partiellement libre | Marc Ravalomanana     |
| 2004 | 3               | 3                  | Partiellement libre | Marc Ravalomanana     |
| 2005 | 3               | 3                  | Partiellement libre | Marc Ravalomanana     |
| 2006 | 4               | 3                  | Partiellement libre | Marc Ravalomanana     |
| 2007 | 4               | 3                  | Partiellement libre | Marc Ravalomanana     |
| 2008 | 4               | 3                  | Partiellement libre | Marc Ravalomanana     |
| 2009 | 6               | 4                  | Partiellement libre | Marc Ravalomanana     |
| 2010 | 6               | 4                  | Partiellement libre | Andry Rajoelina       |
| 2011 | 6               | 4                  | Partiellement libre | Andry Rajoelina       |